# Lista posiadaczy WWE United States Championship
WWE United States Championship jest tytułem mistrzowskim profesjonalnego wrestlingu, promowanym przez federację WWE w brandzie SmackDown.
Początkowo był znany jako NWA United States Heavyweight Championship i był regionalnym mistrzostwem stworzonym i bronionym w Mid-Atlantic Championship Wrestling Jima Crocketta. Pierwszym mistrzem był Harley Race. Po tym jak 2 listopada 1988 Ted Turner oficjalnie wykupił firmę Jim Crockett Promotions, mistrzostwo zostało przeniesione do nowo powstałej firmy Turnera World Championship Wrestling (WCW). Stało się drugorzędnym tytułem, po tym jak WCW wprowadziło własne mistrzostwo świata WCW World Heavyweight Championship. W 1993 firma Turnera opuściła ligę NWA, w związku z czym mistrzostwo Stanów Zjednoczonych zostało przemianowane na WCW United States Championship.
W marcu 2001, firma WWF wykupiła WCW i przejęła mistrzostwo WCW United States Championship. 18 listopada, na gali Survivor Series, zostało zunifikowane z drugorzędnym mistrzostwem WWF Intercontinental Championship. Mistrz Stanów Zjednoczonych Edge pokonał mistrza WWF Intercontinental, Testa, zostając posiadaczem obu pasów mistrzowskich i dezaktywując United States Championship. Po podziale WWE na brandy w 2003, generalna menadżerka brandu SmackDown, Stephanie McMahon, przywróciła mistrzostwo Stanów Zjednoczonych pod nazwą WWE United States Championship.
Pierwszym mistrzem był Harley Race. Ogółem było 105 różnych mistrzów i 183 różnych panowań. Ric Flair posiadał tytuł rekordowo sześć razy. Najdłużej panującym mistrzem był Lex Luger, którego panowanie wyniosło 523 dni (od 22 maja 1989 do 27 października 1990). Najkrócej mistrzem był Steve Austin, posiadający tytuł około 5 minut (18 września 1994).
Obecnym mistrzem jest Solo Sikoa, który jest w swoim pierwszym panowaniu. Pokonał poprzedniego mistrza Jacoba Fatu na Night of Champions, 28 czerwca 2025.

## Historia tytułu

### Nazwy
| Nazwa                                                     | Lata                                |
| --------------------------------------------------------- | ----------------------------------- |
| NWA United States Heavyweight Championship (Mid-Atlantic) | 1 stycznia 1975 – 27 stycznia 1981  |
| NWA United States Heavyweight Championship (Undisputed)   | 27 stycznia 1981 – styczeń 1991     |
| WCW United States Heavyweight Championship                | styczeń 1991 – 26 marca 2001        |
| WCW United States Championship                            | 24 czerwca 2001 – 18 listopada 2001 |
| WWE United States Championship                            | od 27 lipca 2003                    |

### Panowania
Na stan z 31 lipiec 2025
| Nr        | Ogólny numer panowania                                                     |
| Panowanie | Liczba panowań konkretnego mistrza                                         |
| Dni       | Liczba dni panowania                                                       |
| Dni roz.  | Dni panowania, które są uznawane przez federację na jej oficjalnej stronie |
| †         | Oznacza, że panowanie nie jest uznawane przez federację                    |
| <1        | Oznacza, że panowanie trwało mniej niż jeden dzień                         |
| +         | Oznacza, że liczba dni w posiadaniu wzrasta z kolejnym dniem               |

| Nr                                                                     | Mistrz                   | Zmiana mistrza            | Zmiana mistrza                    | Zmiana mistrza          | Statystyki panowania | Statystyki panowania | Statystyki panowania | Notka | Odn.                 |
| Nr                                                                     | Mistrz                   | Data                      | Gala                              | Miejsce                 | Panowanie            | Dni                  | Dni roz.             | Notka | Odn.                 |
| ---------------------------------------------------------------------- | ------------------------ | ------------------------- | --------------------------------- | ----------------------- | -------------------- | -------------------- | -------------------- | --- | -------------------- |
| National Wrestling Alliance (NWA) / Jim Crockett Promotions (JCP)      |                          |                           |                                   |                         |                      |                      |                      | |                      |
| 1                                                                      | Harley Race              | 1 stycznia 1975(dts)      | House show                        | Tallahassee, FL         | 1                    | 183                  | 183                  | Pokonał Johnny’ego Weavera w finale turnieju stając się inaguracyjnym NWA United States Heavyweight Championem. | [ 8 ] [ 10 ] [ 11 ]  |
| 2                                                                      | Johnny Valentine         | 3 lipca 1975(dts)         | House show                        | Greensboro, NC          | 1                    | 93                   | 93                   | | [ 8 ] [ 11 ]         |
| —                                                                      | Wakat                    | 4 października 1975(dts)  | —                                 | —                       | —                    | —                    | —                    | Tytuł został zwakowany z powodu obrażeń jakich Johnny Valentine doznał w katastrofie lotniczej. | [ 10 ] [ 11 ]        |
| 3                                                                      | Terry Funk               | 9 listopada 1975(dts)     | House show                        | Greensboro, NC          | 1                    | 18                   | 19                   | Pokonał Paul Jonesa w finale turnieju o zwakowany tytuł. | [ 10 ] [ 11 ]        |
| 4                                                                      | Paul Jones               | 27 listopada 1975(dts)    | House show                        | Greensboro, NC          | 1                    | 107                  | 107                  | | [ 8 ] [ 11 ]         |
| 5                                                                      | Blackjack Mulligan       | 13 marca 1976(dts)        | House show                        | Greensboro, NC          | 1                    | 217                  | 218                  | | [ 8 ] [ 11 ]         |
| 6                                                                      | Paul Jones               | 16 października 1976(dts) | House show                        | Greensboro, NC          | 2                    | 43                   | 43                   | | [ 8 ] [ 11 ]         |
| †                                                                      | Blackjack Mulligan       | 28 listopada 1976(dts)    | House show                        | Charlotte, NC           | 2                    | 11                   | —                    | | [ 10 ] [ 11 ]        |
| †                                                                      | Paul Jones               | 9 grudnia 1976(dts)       | House show                        | Winston-Salem, NC       | 3                    | 6                    | —                    | | [ 10 ] [ 11 ]        |
| 7                                                                      | Blackjack Mulligan       | 15 grudnia 1976(dts)      | House show                        | Raleigh, NC             | 2(3)                 | 204                  | 204                  | | [ 8 ] [ 11 ]         |
| 8                                                                      | Bobo Brazil              | 7 lipca 1977(dts)         | House show                        | Norfolk, VA             | 1                    | 22                   | 22                   | | [ 8 ] [ 11 ]         |
| 9                                                                      | Ric Flair                | 29 lipca 1977(dts)        | House show                        | Richmond, VA            | 1                    | 84                   | 84                   | | [ 8 ] [ 11 ]         |
| 10                                                                     | Ricky Steamboat          | 21 października 1977(dts) | House show                        | Charleston, SC          | 1                    | 72                   | 73                   | | [ 8 ] [ 11 ]         |
| 11                                                                     | Blackjack Mulligan       | 1 stycznia 1978(dts)      | House show                        | Greensboro, NC          | 3(4)                 | 77                   | 78                   | | [ 10 ] [ 8 ] [ 11 ]  |
| 12                                                                     | Mr. Wrestling            | 19 marca 1978(dts)        | House show                        | Greensboro, NC          | 1                    | 21                   | 22                   | | [ 8 ] [ 11 ]         |
| 13                                                                     | Ric Flair                | 9 kwietnia 1978(dts)      | House show                        | Charlotte, NC           | 2                    | 253                  | 253                  | | [ 8 ] [ 11 ]         |
| 14                                                                     | Ricky Steamboat          | 17 grudnia 1978(dts)      | House show                        | Toronto, ON, Kanada     | 2                    | 105                  | 105                  | | [ 8 ] [ 11 ]         |
| 15                                                                     | Ric Flair                | 1 kwietnia 1979(dts)      | House show                        | Greensboro, NC          | 3                    | 133                  | 134                  | | [ 8 ] [ 11 ]         |
| —                                                                      | Wakat                    | 12 sierpnia 1979(dts)     | —                                 | —                       | —                    | —                    | —                    | Tytuł został zwakowany po tym jak Ric Flair zdobył NWA World Tag Team Championship. | [ 10 ] [ 11 ]        |
| 16                                                                     | Jimmy Snuka              | 1 września 1979(dts)      | House show                        | Charlotte, NC           | 1                    | 231                  | 233                  | Pokonał Ricky’ego Steamboata w finale turnieju o zwakowany tytuł. | [ 10 ] [ 11 ]        |
| 17                                                                     | Ric Flair                | 19 kwietnia 1980(dts)     | House show                        | Greensboro, NC          | 4                    | 98                   | 98                   | | [ 8 ] [ 11 ]         |
| †                                                                      | Greg Valentine           | 26 lipca 1980(dts)        | House show                        | Charlotte, NC           | 1                    | 121                  | —                    | | [ 10 ] [ 11 ]        |
| †                                                                      | Ric Flair                | 24 listopada 1980(dts)    | House show                        | Greenville, SC          | 5                    | 64                   | —                    | | [ 8 ]                |
| 18                                                                     | Roddy Piper              | 27 stycznia 1981(dts)     | House show                        | Raleigh, NC             | 1                    | 193                  | 194                  | Tytuł stał się niekwestionowanym tytułem NWA United States Heavyweight Championship w styczniu 1981 roku, po zamknięciu biura NWA San Francisco, ostatniej innej promocji, która uznawała własnego United States Heavyweight Championa.                                                               | [ 8 ] [ 11 ]         |
| 19                                                                     | Wahoo McDaniel           | 8 sierpnia 1981(dts)      | House show                        | Greensboro, NC          | 1                    | 31                   | 32                   | | [ 8 ] [ 11 ]         |
| —                                                                      | Wakat                    | 8 września 1981(dts)      | —                                 | —                       | —                    | —                    | —                    | Tytuł został zwakowany gdy Wahoo McDaniel został kontuzjowany przez Abdullah the Butchera. | [ 11 ]               |
| 20                                                                     | Sgt. Slaughter           | 4 października 1981(dts)  | House show                        | Charlotte, NC           | 1                    | 229                  | 229                  | Pokonał Ricky’ego Steamboata w finale turnieju o zwakowany tytuł. | [ 11 ]               |
| 21                                                                     | Wahoo McDaniel           | 21 maja 1982(dts)         | House show                        | Richmond, VA            | 2                    | 17                   | 18                   | | [ 8 ] [ 11 ]         |
| 22                                                                     | Sgt. Slaughter           | 7 czerwca 1982(dts)       | House show                        | Greenville, SC          | 2                    | 76                   | 76                   | Slaughter otrzymał tytuł gdy McDaniel został kontuzjowany przez Dona Muraco i Roddy’ego Pipera. | [ 11 ]               |
| 23                                                                     | Wahoo McDaniel           | 22 sierpnia 1982(dts)     | House show                        | Charlotte, NC           | 3                    | 74                   | 75                   | | [ 8 ] [ 11 ]         |
| 24                                                                     | Greg Valentine           | 4 listopada 1982(dts)     | House show                        | Norfolk, VA             | 1(2)                 | 163                  | 163                  | | [ 8 ] [ 11 ]         |
| 25                                                                     | Roddy Piper              | 16 kwietnia 1983(dts)     | House show                        | Greensboro, NC          | 2                    | 14                   | 15                   | | [ 8 ] [ 11 ]         |
| 26                                                                     | Greg Valentine           | 30 kwietnia 1983(dts)     | House show                        | Greensboro, NC          | 2(3)                 | 228                  | 229                  | Valentine wygrał przez zastopowanie walki przez sędziego, gdy Roddy Piper odniósł kontuzję lewego ucha. | [ 8 ] [ 12 ] [ 11 ]  |
| 27                                                                     | Dick Slater              | 14 grudnia 1983(dts)      | House show                        | Shelby, NC              | 1                    | 129                  | 129                  | | [ 8 ]                |
| 28                                                                     | Ricky Steamboat          | 21 kwietnia 1984(dts)     | House show                        | Greensboro, NC          | 3                    | 64                   | 64                   | | [ 8 ]                |
| 29                                                                     | Wahoo McDaniel           | 24 czerwca 1984(dts)      | House show                        | Greensboro, NC          | 4                    | 7                    | 7                    | | [ 8 ]                |
| —                                                                      | Wakat                    | 1 lipca 1984(dts)         | —                                 | —                       | —                    | —                    | —                    | Wahoo McDaniel został pozbawiony tytułu z powodu interwencji Tully’ego Blancharda w walkę o mistrzostwo na korzyść McDaniela. | [ 10 ]               |
| 30                                                                     | Wahoo McDaniel           | 7 października 1984(dts)  | House show                        | Charlotte, NC           | 5                    | 167                  | 168                  | Pokonał Manny’ego Fernandeza w finale turnieju o zwakowany tytuł. | [ 10 ]               |
| 31                                                                     | Magnum T.A.              | 23 marca 1985(dts)        | Worldwide Wrestling               | Charlotte, NC           | 1                    | 120                  | 120                  | | [ 10 ]               |
| 32                                                                     | Tully Blanchard          | 21 lipca 1985(dts)        | House show                        | Charlotte, NC           | 1                    | 130                  | 130                  | | [ 10 ]               |
| 33                                                                     | Magnum T.A.              | 28 listopada 1985(dts)    | Starrcade                         | Greensboro, NC          | 2                    | 182                  | 154                  | Był to „I Quit” Steel Cage match. | [ 10 ] [ 13 ]        |
| —                                                                      | Wakat                    | 29 maja 1986(dts)         | —                                 | —                       | —                    | —                    | —                    | Magnum T.A. został pozbawiony tytułu po tym jak zaatakował prezesa NWA Boba Geigela. | [ 10 ]               |
| 34                                                                     | Nikita Koloff            | 17 sierpnia 1986(dts)     | House show                        | Charlotte, NC           | 1                    | 328                  | 328                  | Pokonał Magnuma T.A. w serii walk, rozgrywanych w formacie best-of-seven (do czterech zwycięstw). Jednak według oficjalnej strony internetowej WWE Koloff pokonał Magnuma w finale turnieju. | [ 8 ] [ 10 ]         |
| 35                                                                     | Lex Luger                | 11 lipca 1987(dts)        | Great American Bash               | Greensboro, NC          | 1                    | 138                  | 138                  | Był to Steel Cage match. | [ 14 ] [ 10 ]        |
| 36                                                                     | Dusty Rhodes             | 26 listopada 1987(dts)    | Starrcade                         | Chicago, IL             | 1                    | 141                  | 141                  | Był to Steel Cage match. | [ 15 ] [ 10 ]        |
| —                                                                      | Wakat                    | 15 kwietnia 1988(dts)     | —                                 | —                       | —                    | —                    | —                    | Dusty Rhodes został pozbawiony tytułu po tym jak zaatakował prezesa NWA Jima Crocketta. | [ 10 ]               |
| 37                                                                     | Barry Windham            | 13 maja 1988(dts)         | House show                        | Houston, TX             | 1                    | 283                  | 283                  | Pokonał Nikitę Kiloffa w finale turnieju o zwakowany tytuł. | [ 10 ]               |
| National Wrestling Alliance (NWA) / World Championship Wrestling (WCW) |                          |                           |                                   |                         |                      |                      |                      | |                      |
| 38                                                                     | Lex Luger                | 20 lutego 1989(dts)       | Chi-Town Rumble                   | Chicago, IL             | 2                    | 76                   | 76                   | | [ 16 ]               |
| 39                                                                     | Michael Hayes            | 7 maja 1989(dts)          | WrestleWar                        | Nashville, TN           | 1                    | 15                   | 15                   | | [ 17 ]               |
| 40                                                                     | Lex Luger                | 22 maja 1989(dts)         | House show                        | Bluefield, WV           | 3                    | 523                  | 523                  | | [ 10 ]               |
| 41                                                                     | Stan Hansen              | 27 października 1990(dts) | Halloween Havoc                   | Chicago, IL             | 1                    | 50                   | 50                   | | [ 18 ]               |
| 42                                                                     | Lex Luger                | 16 grudnia 1990(dts)      | Starrcade                         | St. Louis, MO           | 4                    | 210                  | 210                  | Był to Texas Bullrope match. Podczas panowania Lugera w 1991, World Championship Wrestling (WCW) odcięło się od NWA, a tytuł zmienił nazwę na WCW United States Heavyweight Championship. | [ 8 ] [ 10 ]         |
| World Championship Wrestling (WCW)                                     |                          |                           |                                   |                         |                      |                      |                      | |                      |
| —                                                                      | Wakat                    | 14 lipca 1991(dts)        | The Great American Bash           | Baltimore, MD           | —                    | —                    | —                    | Tytuł został zwakowany po tym jak Lex Luger zdobył WCW World Heavyweight Championship. | [ 10 ] [ 19 ]        |
| 43                                                                     | Sting                    | 25 sierpnia 1991(dts)     | House show                        | Atlanta, GA             | 1                    | 86                   | 86                   | Pokonał Steve’a Austina w finale turnieju o zwakowany tytuł. | [ 10 ]               |
| 44                                                                     | Rick Rude                | 19 listopada 1991(dts)    | Clash of the Champions XVII       | Savannah, GA            | 1                    | 378                  | 378                  | | [ 20 ]               |
| —                                                                      | Wakat                    | 1 grudnia 1991(dts)       | —                                 | —                       | —                    | —                    | —                    | Tytuł został zwakowany po tym jak Rick Rude doznał kontuzji. | [ 8 ]                |
| 45                                                                     | Dustin Rhodes            | 11 stycznia 1993(dts)     | Saturday Night                    | Atlanta, GA             | 1                    | 138                  | 138                  | Pokonał Ricky’ego Steamboata w walce o zwakowany tytuł. Walka została wyemitowana 16 stycznia 1993. | [ 10 ] [ 21 ]        |
| —                                                                      | Wakat                    | 29 maja 1993(dts)         | WCW Saturday Night                | —                       | —                    | —                    | —                    | Rada nadzorcza WCW ogłosiła, że tytuł został zwakowany, kilka tygodni po kontrowersyjnej obronie tytułu Rhodesa przeciwko Rickowi Rude’owi. | [ 10 ] [ 22 ] [ 23 ] |
| 46                                                                     | Dustin Rhodes            | 30 sierpnia 1993(dts)     | Saturday Night                    | Atlanta, GA             | 2                    | 119                  | 119                  | Pokonał Ricka Rude’a w rewanżu o zwakowany tytuł. Walka została wyemitowana 11 września 1993. | [ 10 ] [ 24 ]        |
| 47                                                                     | Steve Austin             | 27 grudnia 1993(dts)      | Starrcade '93: 10th Anniversary   | Charlotte, NC           | 1                    | 240                  | 240                  | Był to Two-out-of-three falls match. | [ 25 ]               |
| 48                                                                     | Ricky Steamboat          | 28 sierpnia 1994(dts)     | Clash of the Champions XXVIII     | Cedar Rapids, IA        | 4                    | 25                   | 25                   | | [ 26 ]               |
| 49                                                                     | Steve Austin             | 18 września 1994(dts)     | Fall Brawl 1994: War Games        | Roanoke, VA             | 2                    | <1                   | <1                   | Otrzymał tytuł z powodu kontuzji Ricky’ego Steamboata. | [ 27 ]               |
| 50                                                                     | Jim Duggan               | 18 września 1994(dts)     | Fall Brawl 1994: War Games        | Roanoke, VA             | 1                    | 100                  | 100                  | | [ 27 ]               |
| 51                                                                     | Vader                    | 27 grudnia 1994(dts)      | Starrcade                         | Nashville, TN           | 1                    | 88                   | 88                   | | [ 28 ]               |
| —                                                                      | Wakat                    | 25 marca 1995(dts)        | Saturday Night                    | Atlanta, GA             | —                    | —                    | —                    | Vader został pozbawiony tytułu przez komisarza WCW Nicka Bockwinkela za pobicie Dave’a Sullivana do tego stopnia, że wymagał hospitalizacji. | [ 10 ]               |
| 52                                                                     | Sting                    | 18 czerwca 1995(dts)      | The Great American Bash           | Dayton, OH              | 2                    | 148                  | 148                  | Pokonał Menga w finale turnieju o zwakowany tytuł. | [ 29 ]               |
| 53                                                                     | Kensuke Sasaki           | 13 grudnia 1995(dts)      | WCW World in Japan                | Tokio, Japonia          | 1                    | 44                   | 44                   | | [ 10 ]               |
| 54                                                                     | One Man Gang             | 27 grudnia 1995(dts)      | Starrcade: World Cup of Wrestling | Nashville, TN           | 1                    | 33                   | 33                   | Kensuke Sasaki pokonał One Man Ganga w nieemitowanej w telewizji walce, ale potem zrzekł się pasa mistrzowskiego, który został przyznany jego przeciwnikowi. | [ 30 ] [ 10 ]        |
| 55                                                                     | Konnan                   | 29 stycznia 1996(dts)     | Main Event                        | Canton, OH              | 1                    | 160                  | 160                  | | [ 31 ]               |
| 56                                                                     | Ric Flair                | 7 lipca 1996(dts)         | Bash at the Beach                 | Daytona Beach, FL       | 5(6)                 | 141                  | 141                  | | [ 32 ]               |
| —                                                                      | Wakat                    | 25 listopada 1996(dts)    | —                                 | —                       | —                    | —                    | —                    | Tytuł został zwakowany po tym jak Ric Flair doznał kontuzji ramienia. | [ 8 ]                |
| 57                                                                     | Eddie Guerrero           | 29 grudnia 1996(dts)      | Starrcade                         | Nashville, TN           | 1                    | 77                   | 77                   | Pokonał Diamond Dallas Page’a w finale turnieju o zwakowany tytuł. | [ 33 ]               |
| 58                                                                     | Dean Malenko             | 16 marca 1997(dts)        | Uncensored                        | North Charleston, SC    | 1                    | 85                   | 85                   | | [ 34 ]               |
| 59                                                                     | Jeff Jarrett             | 9 czerwca 1997(dts)       | Nitro                             | Boston, MA              | 1                    | 73                   | 73                   | | [ 35 ]               |
| 60                                                                     | Steve McMichael          | 21 sierpnia 1997(dts)     | Clash of the Champions XXXV       | Nashville, TN           | 1                    | 25                   | 25                   | | [ 36 ]               |
| 61                                                                     | Curt Hennig              | 15 września 1997(dts)     | Nitro                             | Charlotte, NC           | 1                    | 104                  | 104                  | | [ 37 ]               |
| 62                                                                     | Diamond Dallas Page      | 28 grudnia 1997(dts)      | Starrcade                         | Waszyngton, D.C.        | 1                    | 112                  | 112                  | | [ 38 ]               |
| 63                                                                     | Raven                    | 19 kwietnia 1998(dts)     | Spring Stampede                   | Denver, CO              | 1                    | 1                    | 1                    | Był to Raven’s Rules match. | [ 39 ]               |
| 64                                                                     | Goldberg                 | 20 kwietnia 1998(dts)     | Nitro                             | Colorado Springs, CO    | 1                    | 77                   | 90                   | Był to Raven’s Rules match. | [ 40 ]               |
| —                                                                      | Wakat                    | 6 lipca 1998(dts)         | Nitro                             | Atlanta, GA             | —                    | —                    | —                    | Tytuł został zwakowany po tym jak Goldberg zdobył WCW World Heavyweight Championship. | [ 10 ]               |
| 65                                                                     | Bret Hart                | 20 lipca 1998(dts)        | Nitro                             | Salt Lake City, UT      | 1                    | 21                   | 21                   | Pokonał Diamond Dallas Page’a w walce o zwakowany tytuł. | [ 41 ]               |
| 66                                                                     | Lex Luger                | 10 sierpnia 1998(dts)     | Nitro                             | Rapid City, SD          | 5                    | 3                    | 3                    | | [ 42 ]               |
| 67                                                                     | Bret Hart                | 13 sierpnia 1998(dts)     | Thunder                           | Fargo, ND               | 2                    | 74                   | 74                   | | [ 43 ]               |
| 68                                                                     | Diamond Dallas Page      | 26 października 1998(dts) | Nitro                             | Phoenix, AZ             | 2                    | 35                   | 35                   | | [ 44 ]               |
| 69                                                                     | Bret Hart                | 30 listopada 1998(dts)    | Nitro                             | Chattanooga, TN         | 3                    | 70                   | 70                   | Był to No Disqualification match. | [ 45 ]               |
| 70                                                                     | Roddy Piper              | 8 lutego 1999(dts)        | Nitro                             | Buffalo, NY             | 3                    | 13                   | 13                   | | [ 46 ]               |
| 71                                                                     | Scott Hall               | 21 lutego 1999(dts)       | SuperBrawl IX                     | Oakland, CA             | 1                    | 25                   | 25                   | | [ 47 ]               |
| —                                                                      | Wakat                    | 18 marca 1999(dts)        | Thunder                           | Lexington, KY           | —                    | —                    | —                    | Scott Hall został pozbawiony tytułu przez prezesa WCW Rica Flaira. | [ 48 ]               |
| 72                                                                     | Scott Steiner            | 11 kwietnia 1999(dts)     | Spring Stampede                   | Tacoma, WA              | 1                    | 85                   | 85                   | Pokonał Bookera T w finale turnieju o zwakowany tytuł. | [ 49 ]               |
| —                                                                      | Wakat                    | 5 lipca 1999(dts)         | Nitro                             | Atlanta, GA             | —                    | —                    | —                    | Scott Steiner został pozbawiony tytułu przez prezesa WCW Rica Flaira. | [ 8 ]                |
| 73                                                                     | David Flair              | 5 lipca 1999(dts)         | Nitro                             | Atlanta, GA             | 1                    | 35                   | 35                   | Otrzymał tytuł z rąk jego ojca i prezesa WCW Rica Flaira. | [ 8 ]                |
| 74                                                                     | Chris Benoit             | 9 sierpnia 1999(dts)      | Nitro                             | Boise, ID               | 1                    | 34                   | 34                   | | [ 50 ]               |
| 75                                                                     | Sid Vicious              | 12 września 1999(dts)     | Fall Brawl                        | Winston-Salem, NC       | 1                    | 42                   | 42                   | | [ 51 ]               |
| 76                                                                     | Goldberg                 | 24 października 1999(dts) | Halloween Havoc                   | Paradise, NV            | 2                    | 1                    | <1                   | Zdobył tytuł, wygrywając walkę przeciwko Sidowi Viciousowi, którą sędzia przerwał, gdy Vicious zaczął mocno krwawić i mieć trudności z utrzymaniem się na nogach. | [ 52 ]               |
| 77                                                                     | Bret Hart                | 25 października 1999(dts) | Nitro                             | Phoenix, AZ             | 4                    | 14                   | 14                   | | [ 53 ]               |
| 78                                                                     | Scott Hall               | 8 listopada 1999(dts)     | Nitro                             | Indianapolis, IN        | 2                    | 41                   | 41                   | Był to Four-way Ladder match, w którym brali również udział Sid Vicious i Goldberg. | [ 54 ]               |
| 79                                                                     | Chris Benoit             | 19 grudnia 1999(dts)      | Starrcade                         | Waszyngton, D.C.        | 2                    | 1                    | 1                    | Otrzymał tytuł z powodu kontuzji kolana Scotta Halla. | [ 55 ]               |
| 80                                                                     | Jeff Jarrett             | 20 grudnia 1999(dts)      | Nitro                             | Baltimore, MD           | 2                    | 27                   | 27                   | Był to Ladder match. | [ 56 ]               |
| —                                                                      | Wakat                    | 16 stycznia 2000(dts)     | Souled Out                        | Cincinnati, OH          | —                    | —                    | —                    | Tytuł został zwakowany po tym jak Jeff Jarrett doznał kontuzji. | [ 10 ]               |
| 81                                                                     | Jeff Jarrett             | 17 stycznia 2000(dts)     | Nitro                             | Columbus, OH            | 3                    | 84                   | 84                   | Otrzymał tytuł z rąk komisarza WCW Kevina Nasha. | [ 57 ]               |
| —                                                                      | Wakat                    | 10 kwietnia 2000(dts)     | Nitro                             | Denver, CO              | —                    | —                    | —                    | Wszystkie tytuły w WCW został zwakowane przez Vince’a Russo i Erica Bischoffa po „resecie” WCW. | [ 10 ] [ 58 ]        |
| 82                                                                     | Scott Steiner            | 16 kwietnia 2000(dts)     | Spring Stampede                   | Chicago, IL             | 2                    | 84                   | 84                   | Pokonał Stinga w finale turnieju o zwakowany tytuł. | [ 59 ]               |
| —                                                                      | Wakat                    | 9 lipca 2000(dts)         | Bash at the Beach                 | Daytona Beach, FL       | —                    | —                    | —                    | Scott Steiner został pozbawiony tytułu za użycie zakazanej dźwigni Steiner Recliner na Mike’u Awesome’ie. | [ 60 ]               |
| 83                                                                     | Lance Storm              | 18 lipca 2000(dts)        | Nitro                             | Auburn Hills, MI        | 1                    | 66                   | 66                   | Pokonał Mike’a Awesome’a w finale turnieju o zwakowany tytuł. Storm nieoficjalnie zmienił nazwę mistrzostwa na WCW Canadian Heavyweight Championship. | [ 10 ] [ 61 ]        |
| 84                                                                     | Terry Funk               | 22 września 2000(dts)     | House show                        | Amarillo, TX            | 2                    | 1                    | 1                    | | [ 62 ]               |
| 85                                                                     | Lance Storm              | 23 września 2000(dts)     | House show                        | Lubbock, TX             | 2                    | 36                   | 36                   | | [ 63 ]               |
| 86                                                                     | Gen. Rection             | 29 października 2000(dts) | Halloween Havoc                   | Paradise, NV            | 1                    | 12                   | 15                   | Był to Handicap match, w którym po stronie mistrza był Jim Duggan. | [ 64 ]               |
| 87                                                                     | Lance Storm              | 10 listopada 2000(dts)    | Nitro                             | Londyn, Anglia          | 3                    | 16                   | 13                   | | [ 65 ]               |
| 88                                                                     | Gen. Rection             | 26 listopada 2000(dts)    | Mayhem                            | Milwaukee, WI           | 2                    | 49                   | 49                   | | [ 66 ]               |
| 89                                                                     | Shane Douglas            | 14 stycznia 2001(dts)     | Sin                               | Indianapolis, IN        | 1                    | 22                   | 22                   | Był to First Blood Chain match. | [ 67 ]               |
| 90                                                                     | Rick Steiner             | 5 lutego 2001(dts)        | Nitro                             | Tupelo, MS              | 1                    | 41                   | 41                   | | [ 68 ]               |
| 91                                                                     | Booker T                 | 18 marca 2001(dts)        | Greed                             | Jacksonville, FL        | 1                    | 128                  | 128                  | Tytuł i inne wybrane aktywa WCW zostały zakupione przez World Wrestling Federation (WWF). Tytuł później zmienił nazwę na WCW United States Championship i był broniony w programach WWF. | [ 69 ]               |
| World Wrestling Federation (WWF)                                       |                          |                           |                                   |                         |                      |                      |                      | |                      |
| 92                                                                     | Chris Kanyon             | 24 lipca 2001(dts)        | SmackDown!                        | Pittsburgh, PA          | 1                    | 48                   | 46                   | Otrzymał tytuł z rąk Bookera T ponieważ on był również WCW Championem. Wyemitowano 26 lipca 2001. | [ 10 ] [ 70 ]        |
| 93                                                                     | Tajiri                   | 10 września 2001(dts)     | Raw is War                        | San Antonio, TX         | 1                    | 13                   | 13                   | | [ 71 ]               |
| 94                                                                     | Rhyno                    | 23 września 2001(dts)     | Unforgiven                        | Pittsburgh, PA          | 1                    | 29                   | 29                   | | [ 71 ]               |
| 95                                                                     | Kurt Angle               | 22 października 2001(dts) | Raw                               | Kansas City, MO         | 1                    | 21                   | 21                   | | [ 71 ]               |
| 96                                                                     | Edge                     | 12 listopada 2001(dts)    | Raw                               | Boston, MA              | 1                    | 6                    | 6                    | | [ 71 ]               |
| —                                                                      | Unifikacja               | 18 listopada 2001(dts)    | Survivor Series                   | Greensboro, NC          | —                    | —                    | —                    | Edge pokonał WWF Intercontinental Championa Testa w walce unifikacyjnej. Edge został Intercontinental Championem, podczas gdy tytuł United States został zdezaktywowany. W maju 2002 WWF zmieniło się w WWE.                                                                                          | [ 8 ]                |
| World Wrestling Entertainment (WWE): SmackDown                         |                          |                           |                                   |                         |                      |                      |                      | |                      |
| 97                                                                     | Eddie Guerrero           | 27 lipca 2003(dts)        | Vengeance                         | Denver, CO              | 2                    | 84                   | 84                   | Tytuł został reaktywowany jako WWE United States Championship jako ekskluzywny tytuł brandu SmackDown. Guerrero pokonał Chrisa Benoit w finale turnieju. | [ 72 ]               |
| 98                                                                     | Big Show                 | 19 października 2003(dts) | No Mercy                          | Baltimore, MD           | 1                    | 147                  | 147                  | | [ 73 ]               |
| 99                                                                     | John Cena                | 14 marca 2004(dts)        | WrestleMania XX                   | Nowy Jork, NY           | 1                    | 114                  | 114                  | | [ 74 ]               |
| —                                                                      | Wakat                    | 8 lipca 2004(dts)         | SmackDown!                        | Winnipeg, MB, Kanada    | —                    | —                    | —                    | John Cena został pozbawiony tytułu po tym jak zaatakował generalnego menadżera SmackDown! Kurta Angle’a. Wyemitowano 8 lipca 2004. | [ 75 ]               |
| 100                                                                    | Booker T                 | 27 lipca 2004(dts)        | SmackDown!                        | Cincinnati, OH          | 2                    | 68                   | 66                   | Był to Eight-way elimination match o zwakowany tytuł, w którym brali również udział John Cena, René Duprée, Kenzo Suzuki, Rob Van Dam, Billy Gunn, Charlie Haas i Luther Reigns. Wyemitowano 29 lipca 2004.                                                                                           | [ 75 ]               |
| 101                                                                    | John Cena                | 3 października 2004(dts)  | No Mercy                          | East Rutherford, NJ     | 2                    | 2                    | 4                    | Była to seria walk, rozgrywanych w formacie Best of Five (do trzech zwycięstw). | [ 76 ]               |
| 102                                                                    | Carlito Caribbean Cool   | 5 października 2004(dts)  | SmackDown!                        | Boston, MA              | 1                    | 42                   | 42                   | Wyemitowano 7 października 2004. | [ 77 ]               |
| 103                                                                    | John Cena                | 16 listopada 2004(dts)    | SmackDown!                        | Dayton, OH              | 3                    | 105                  | 105                  | Wyemitowano 18 listopada 2004. | [ 78 ]               |
| 104                                                                    | Orlando Jordan           | 1 marca 2005(dts)         | SmackDown!                        | Albany, NY              | 1                    | 173                  | 171                  | Wyemitowano 3 marca 2005. | [ 79 ]               |
| 105                                                                    | Chris Benoit             | 21 sierpnia 2005(dts)     | SummerSlam                        | Waszyngton, D.C.        | 3                    | 58                   | 61                   | | [ 80 ]               |
| 106                                                                    | Booker T                 | 18 października 2005(dts) | SmackDown!                        | Reno, NV                | 3                    | 35                   | 35                   | Wyemitowano 21 października 2005. | [ 81 ]               |
| —                                                                      | Wakat                    | 22 listopada 2005(dts)    | SmackDown!                        | Sheffield, Anglia       | —                    | —                    | —                    | Tytuł został zwakowany po tym jak obrona tytułu przeciwko Chrisowi Benoit zakończyła się wzajemnym przypięciem. Wyemitowano 25 listopada 2005. | [ 81 ]               |
| 107                                                                    | Booker T                 | 10 stycznia 2006(dts)     | SmackDown!                        | Filadelfia, PA          | 4                    | 40                   | 37                   | W walce o mistrzostwo musiał pokonać Chrisa Benoit w serii walk, rozgrywanych w formacie Best of Seven (do czterech zwycięstw). Wygrał trzy pierwsze walki. Randy Orton został zamiennikiem Bookera przez jego kontuzję. Przegrał trzy kolejne walki, ale wygrał finał. Wyemitowano 13 stycznia 2006. | [ 82 ]               |
| 108                                                                    | Chris Benoit             | 19 lutego 2006(dts)       | No Way Out                        | Baltimore, MD           | 4                    | 42                   | 42                   | | [ 83 ]               |
| 109                                                                    | John „Bradshaw” Layfield | 2 kwietnia 2006(dts)      | WrestleMania 22                   | Rosemont, IL            | 1                    | 51                   | 54                   | | [ 84 ]               |
| 110                                                                    | Bobby Lashley            | 23 maja 2006(dts)         | SmackDown!                        | Bakersfield, CA         | 1                    | 49                   | 48                   | Wyemitowano 26 maja 2006. | [ 85 ]               |
| 111                                                                    | Finlay                   | 11 lipca 2006(dts)        | SmackDown!                        | Minneapolis, MN         | 1                    | 49                   | 48                   | Wyemitowano 14 lipca 2006. | [ 86 ]               |
| 112                                                                    | Mr. Kennedy              | 29 sierpnia 2006(dts)     | SmackDown!                        | Reading, PA             | 1                    | 42                   | 42                   | Był to Triple threat match, w którym brał również udział Bobby Lashley. Wyemitowano 1 września 2006. | [ 87 ]               |
| 113                                                                    | Chris Benoit             | 10 października 2006(dts) | SmackDown!                        | Jacksonville, FL        | 5                    | 222                  | 219                  | Wyemitowano 13 października 2006. | [ 88 ]               |
| 114                                                                    | Montel Vontavious Porter | 20 maja 2007(dts)         | Judgment Day                      | St. Louis, MO           | 1                    | 343                  | 343                  | Był to Two-out-of-three falls match. | [ 89 ]               |
| 115                                                                    | Matt Hardy               | 27 kwietnia 2008(dts)     | Backlash                          | Baltimore, MD           | 1                    | 84                   | 84                   | Tytuł stał się ekskluzywny dla ECW, kiedy to Matt Hardy został przeniesiony do ECW podczas draftu. | [ 90 ]               |
| WWE: ECW                                                               |                          |                           |                                   |                         |                      |                      |                      | |                      |
| 116                                                                    | Shelton Benjamin         | 20 lipca 2008(dts)        | The Great American Bash           | Uniondale, NY           | 1                    | 240                  | 243                  | Tytuł stał się ekskluzywny dla brandu SmackDown ze względu na status Sheltona Benjamina jako wrestlera SmackDown. | [ 91 ]               |
| WWE: SmackDown                                                         |                          |                           |                                   |                         |                      |                      |                      | |                      |
| 117                                                                    | Montel Vontavious Porter | 17 marca 2009(dts)        | SmackDown                         | Corpus Christi, TX      | 2                    | 76                   | 73                   | Tytuł stał się ekskluzywny dla brandu Raw, kiedy to Montel Vontavious Porter został przeniesiony na Raw podczas draftu. | [ 92 ]               |
| WWE: Raw                                                               |                          |                           |                                   |                         |                      |                      |                      | |                      |
| 118                                                                    | Kofi Kingston            | 1 czerwca 2009(dts)       | Raw                               | Birmingham, AL          | 1                    | 126                  | 126                  | | [ 93 ]               |
| 119                                                                    | The Miz                  | 5 października 2009(dts)  | Raw                               | Wilkes-Barre, PA        | 1                    | 224                  | 224                  | | [ 94 ]               |
| 120                                                                    | Bret Hart                | 17 maja 2010(dts)         | Raw                               | Toronto, ON, Kanada     | 5                    | 7                    | 7                    | Był to No Disqualification, No Countout match. | [ 95 ]               |
| —                                                                      | Wakat                    | 24 maja 2010(dts)         | Raw                               | Toledo, OH              | —                    | —                    | —                    | Tytuł został zwakowany po tym jak Bret Hart został generalnym menadżerem Raw. | [ 95 ]               |
| 121                                                                    | R-Truth                  | 24 maja 2010(dts)         | Raw                               | Toledo, OH              | 1                    | 21                   | 20                   | Pokonał The Miza w walce o zwakowany tytuł. | [ 96 ]               |
| 122                                                                    | The Miz                  | 14 czerwca 2010(dts)      | Raw                               | Charlotte, NC           | 2                    | 97                   | 97                   | Był to Fatal 4-way match, w którym brali również udział John Morrison i Zack Ryder. | [ 97 ]               |
| 123                                                                    | Daniel Bryan             | 19 września 2010(dts)     | Night of Champions                | Rosemont, IL            | 1                    | 176                  | 177                  | | [ 98 ]               |
| 124                                                                    | Sheamus                  | 14 marca 2011(dts)        | Raw                               | St. Louis, MO           | 1                    | 48                   | 47                   | Jeśli Sheamus by przegrał, musiałby opuścić WWE. Tytuł stał się ekskluzywny dla brandu SmackDown, kiedy to Sheamus został przeniesiony na Raw podczas draftu. | [ 99 ]               |
| WWE: SmackDown                                                         |                          |                           |                                   |                         |                      |                      |                      | |                      |
| 125                                                                    | Kofi Kingston            | 1 maja 2011(dts)          | Extreme Rules                     | Tampa, FL               | 2                    | 49                   | 49                   | Był to Tables match. Tytuł stał się ekskluzywny dla brandu Raw ze względu na status Kofiego Kingstona jako wrestlera Raw. | [ 100 ]              |
| WWE: Raw                                                               |                          |                           |                                   |                         |                      |                      |                      | |                      |
| 126                                                                    | Dolph Ziggler            | 19 czerwca 2011(dts)      | Capitol Punishment                | Waszyngton, D.C.        | 1                    | 182                  | 182                  | 29 sierpnia 2011 zakończono pierwszy podział brandów, pozwalając United States Championowi pojawiać się zarówno na Raw jak i na SmackDown. | [ 101 ]              |
| WWE (niemarkowe)                                                       |                          |                           |                                   |                         |                      |                      |                      | |                      |
| 127                                                                    | Zack Ryder               | 18 grudnia 2011(dts)      | TLC: Tables, Ladders and Chairs   | Baltimore, MD           | 1                    | 29                   | 29                   | | [ 102 ]              |
| 128                                                                    | Jack Swagger             | 16 stycznia 2012(dts)     | Raw                               | Anaheim, CA             | 1                    | 49                   | 50                   | | [ 103 ]              |
| 129                                                                    | Santino Marella          | 5 marca 2012(dts)         | Raw                               | Boston, MA              | 1                    | 167                  | 167                  | | [ 104 ]              |
| 130                                                                    | Antonio Cesaro           | 19 sierpnia 2012(dts)     | SummerSlam Pre-Show               | Los Angeles, CA         | 1                    | 239                  | 240                  | | [ 105 ]              |
| 131                                                                    | Kofi Kingston            | 15 kwietnia 2013(dts)     | Raw                               | Greenville, SC          | 3                    | 34                   | 34                   | | [ 106 ]              |
| 132                                                                    | Dean Ambrose             | 19 maja 2013(dts)         | Extreme Rules                     | St. Louis, MO           | 1                    | 351                  | 351                  | | [ 107 ]              |
| 133                                                                    | Sheamus                  | 5 maja 2014(dts)          | Raw                               | Albany, NY              | 2                    | 182                  | 182                  | Był to dwudziestoosobowy Battle Royal. Sheamus wyeliminował Deana Ambrose’a jako ostatniego. | [ 108 ]              |
| 134                                                                    | Rusev                    | 3 listopada 2014(dts)     | Raw Backstage Pass                | Buffalo, NY             | 1                    | 146                  | 145                  | | [ 109 ]              |
| 135                                                                    | John Cena                | 29 marca 2015(dts)        | WrestleMania 31                   | Santa Clara, CA         | 4                    | 147                  | 147                  | | [ 110 ]              |
| 136                                                                    | Seth Rollins             | 23 sierpnia 2015(dts)     | SummerSlam                        | Brooklyn, NY            | 1                    | 28                   | 29                   | Był to Winner Takes All match, gdzie WWE World Heavyweight Championship Rollinsa również był na szali. | [ 111 ]              |
| 137                                                                    | John Cena                | 20 września 2011(dts)     | Night of Champions                | Houston, TX             | 5                    | 35                   | 35                   | | [ 112 ]              |
| 138                                                                    | Alberto Del Rio          | 25 października 2015(dts) | Hell in a Cell                    | Los Angeles, CA         | 1                    | 78                   | 79                   | | [ 113 ]              |
| 139                                                                    | Kalisto                  | 11 stycznia 2016(dts)     | Raw                               | Nowy Orlean, LA         | 1                    | 1                    | 3                    | | [ 114 ]              |
| 140                                                                    | Alberto Del Rio          | 12 stycznia 2016(dts)     | SmackDown                         | Lafayette, LA           | 2                    | 12                   | 10                   | Wyemitowano 14 stycznia 2016. | [ 115 ]              |
| 141                                                                    | Kalisto                  | 24 stycznia 2016(dts)     | Royal Rumble                      | Orlando, FL             | 2                    | 119                  | 119                  | | [ 116 ]              |
| 142                                                                    | Rusev                    | 22 maja 2016(dts)         | Extreme Rules                     | Newark, NJ              | 2                    | 126                  | 126                  | Po przywróceniu podziału WWE na brandy, tytuł został przypisany do brandu Raw, po tym jak Rusev został przypisany do brandu Raw podczas draftu. | [ 117 ]              |
| WWE: Raw                                                               |                          |                           |                                   |                         |                      |                      |                      | |                      |
| 143                                                                    | Roman Reigns             | 25 września 2016(dts)     | Clash of Champions                | Indianapolis, IN        | 1                    | 106                  | 107                  | | [ 118 ]              |
| 144                                                                    | Chris Jericho            | 9 stycznia 2017(dts)      | Raw                               | Nowy Orlean, LA         | 1                    | 83                   | 83                   | Był to 2-on-1 Handicap match, w którym Jericho był w drużynie z Kevinem Owensem. | [ 119 ]              |
| 145                                                                    | Kevin Owens              | 2 kwietnia 2017(dts)      | WrestleMania 33                   | Orlando, FL             | 1                    | 28                   | 28                   | Tytuł stał się ekskluzywny dla brandu SmackDown, kiedy to Kevin Owens został przeniesiony na SmackDown podczas Superstar Shake-up. | [ 120 ]              |
| WWE: SmackDown                                                         |                          |                           |                                   |                         |                      |                      |                      | |                      |
| 146                                                                    | Chris Jericho            | 30 kwietnia 2017(dts)     | Payback                           | San Jose, CA            | 2                    | 2                    | 2                    | Po tym jak Jericho wygrał, został przeniesiony do brandu SmackDown. | [ 121 ]              |
| 147                                                                    | Kevin Owens              | 2 maja 2017(dts)          | SmackDown Live                    | Fresno, CA              | 2                    | 66                   | 66                   | | [ 122 ]              |
| 148                                                                    | AJ Styles                | 7 lipca 2017(dts)         | WWE Live                          | Nowy Jork, NY           | 1                    | 16                   | 16                   | | [ 123 ]              |
| 149                                                                    | Kevin Owens              | 23 lipca 2017(dts)        | Battleground                      | Filadelfia, PA          | 3                    | 2                    | 2                    | | [ 124 ]              |
| 150                                                                    | AJ Styles                | 25 lipca 2017(dts)        | SmackDown Live                    | Richmond, VA            | 2                    | 75                   | 75                   | Był to Triple threat match, w którym brał również udział Chris Jericho. | [ 125 ]              |
| 151                                                                    | Baron Corbin             | 8 października 2017(dts)  | Hell in a Cell                    | Detroit, MI             | 1                    | 70                   | 70                   | Był to Triple threat match, w którym brał również udział Tye Dillinger. | [ 126 ]              |
| 152                                                                    | Dolph Ziggler            | 17 grudnia 2017(dts)      | Clash of Champions                | Boston, MA              | 2                    | 9                    | 9                    | Był to Triple threat match, w którym brał również udział Bobby Roode. | [ 127 ]              |
| —                                                                      | Wakat                    | 26 grudnia 2017(dts)      | SmackDown Live                    | Rosemont, IL            | —                    | —                    | —                    | Generalny menadżer SmackDown Daniel Bryan ogłosił, że Dolph Ziggler zwakował tytuł po tym jak zostawił tytuł w ringu 19 grudnia na odcinku SmackDown. | [ 128 ]              |
| 153                                                                    | Bobby Roode              | 16 stycznia 2018(dts)     | SmackDown Live                    | Laredo, TX              | 1                    | 54                   | 54                   | Pokonał Jindera Mahala w finale turnieju o zwakowany tytuł. | [ 129 ]              |
| 154                                                                    | Randy Orton              | 11 marca 2018(dts)        | Fastlane                          | Columbus, OH            | 1                    | 28                   | 28                   | | [ 130 ]              |
| 155                                                                    | Jinder Mahal             | 8 kwietnia 2018(dts)      | WrestleMania 34                   | Nowy Orlean, LA         | 1                    | 8                    | 8                    | Był to Fatal 4-way match, w którym brali również udział Bobby Roode i Rusev. Tytuł stał się ekskluzywny dla brandu Raw, kiedy to Jinder Mahal został przeniesiony na Raw podczas Superstar Shake-up.                                                                                                  | [ 131 ]              |
| WWE: Raw                                                               |                          |                           |                                   |                         |                      |                      |                      | |                      |
| 156                                                                    | Jeff Hardy               | 16 kwietnia 2018(dts)     | Raw                               | Hartford, CT            | 1                    | 90                   | 90                   | Tytuł stał się ponownie ekskluzywny dla brandu SmackDown, kiedy to Jeff Hardy został przeniesiony na SmackDown podczas Superstar Shake-up. | [ 132 ]              |
| WWE: SmackDown                                                         |                          |                           |                                   |                         |                      |                      |                      | |                      |
| 157                                                                    | Shinsuke Nakamura        | 15 lipca 2018(dts)        | Extreme Rules                     | Pittsburgh, PA          | 1                    | 156                  | 163                  | | [ 133 ]              |
| 158                                                                    | Rusev                    | 18 grudnia 2018(dts)      | SmackDown Live                    | Fresno, CA              | 3                    | 40                   | 32                   | Wyemitowano 25 grudnia 2018. | [ 134 ]              |
| 159                                                                    | Shinsuke Nakamura        | 27 stycznia 2019(dts)     | Royal Rumble Kickoff              | Phoenix, AZ             | 2                    | 2                    | 2                    | | [ 135 ]              |
| 160                                                                    | R-Truth                  | 29 stycznia 2019(dts)     | SmackDown Live                    | Phoenix, AZ             | 2                    | 35                   | 35                   | | [ 136 ]              |
| 161                                                                    | Samoa Joe                | 5 marca 2019(dts)         | SmackDown Live                    | Wilkes-Barre, PA        | 1                    | 75                   | 74                   | Był to Fatal 4-way match, w którym brali również udział Andrade i Rey Mysterio. Tytuł stał się ekskluzywny dla brandu Raw, kiedy to Samoa Joe został przeniesiony na Raw podczas Superstar Shake-up.                                                                                                  | [ 137 ]              |
| WWE: Raw                                                               |                          |                           |                                   |                         |                      |                      |                      | |                      |
| 162                                                                    | Rey Mysterio             | 19 maja 2019(dts)         | Money in the Bank                 | Hartford, CT            | 1                    | 15                   | 15                   | | [ 138 ]              |
| 163                                                                    | Samoa Joe                | 3 czerwca 2019(dts)       | Raw                               | Austin, TX              | 2                    | 20                   | 19                   | Rey Mysterio dobrowolnie zrzekł z tytułu i oddał go Joe, ponieważ Mysterio doznał kontuzji barku i kontrowersyjnego sposobu, w jaki zdobył tytuł na Money in the Bank (lewe ramię Joe nie było na macie, gdy sędzia liczył pin).                                                                      | [ 139 ]              |
| 164                                                                    | Ricochet                 | 23 czerwca 2019(dts)      | Stomping Grounds                  | Tacoma, WA              | 1                    | 21                   | 21                   | | [ 140 ]              |
| 165                                                                    | AJ Styles                | 14 lipca 2019(dts)        | Extreme Rules                     | Filadelfia, PA          | 3                    | 134                  | 134                  | | [ 141 ]              |
| 166                                                                    | Rey Mysterio             | 25 listopada 2019(dts)    | Raw                               | Rosemont, IL            | 2                    | 31                   | 30                   | | [ 142 ]              |
| 167                                                                    | Andrade                  | 26 grudnia 2019(dts)      | WWE Live                          | Nowy Jork, NY           | 1                    | 151                  | 150                  | | [ 143 ]              |
| 168                                                                    | Apollo Crews             | 25 maja 2020(dts)         | Raw                               | Orlando, FL             | 1                    | 97                   | 96                   | | [ 144 ]              |
| 169                                                                    | Bobby Lashley            | 30 sierpnia 2020(dts)     | Payback                           | Orlando, FL             | 2                    | 175                  | 175                  | | [ 145 ]              |
| 170                                                                    | Riddle                   | 21 lutego 2021(dts)       | Elimination Chamber               | St. Petersburg, FL      | 1                    | 49                   | 49                   | Był to Triple threat match, w którym brał również udział John Morrison. | [ 146 ]              |
| 171                                                                    | Sheamus                  | 11 kwietnia 2021(dts)     | WrestleMania 37 Noc 2             | Tampa, FL               | 3                    | 132                  | 131                  | | [ 147 ]              |
| 172                                                                    | Damian Priest            | 21 sierpnia 2021(dts)     | SummerSlam                        | Paradise, NV            | 1                    | 191                  | 191                  | | [ 148 ]              |
| 173                                                                    | Finn Bálor               | 28 lutego 2022(dts)       | Raw                               | Columbus, OH            | 1                    | 49                   | 48                   | | [ 149 ]              |
| 174                                                                    | Theory                   | 18 kwietnia 2022(dts)     | Raw                               | Buffalo, NY             | 1                    | 75                   | 75                   | | [ 150 ]              |
| 175                                                                    | Bobby Lashley            | 2 lipca 2022(dts)         | Money in the Bank                 | Paradise, NV            | 3                    | 100                  | 100                  | | [ 151 ]              |
| 176                                                                    | Seth „Freakin” Rollins   | 10 października 2022(dts) | Raw                               | Brooklyn, NY            | 2                    | 47                   | 47                   | | [ 152 ]              |
| 177                                                                    | Austin Theory            | 26 listopada 2022(dts)    | Survivor Series: WarGames         | Boston, MA              | 2                    | 258                  | 258                  | Był to Triple threat match, w którym brał również udział Bobby Lashley. Austin Theory był wcześniej znany jako tylko Theory. Tytuł stał się ekskluzywny dla brandu SmackDown, kiedy to Austin Theory został przeniesiony na SmackDown podczas draftu.                                                 | [ 153 ]              |
| WWE: SmackDown                                                         |                          |                           |                                   |                         |                      |                      |                      | |                      |
| 178                                                                    | Rey Mysterio             | 11 sierpnia 2023(dts)     | SmackDown                         | Calgary, AB, Kanada     | 3                    | 85                   | 84                   | Austin Theory miał zmierzyć się z Santosem Escobarem, który zdobył wygrał United States Championship Invitational Tournament, ale został wyeliminowany przez Theory’ego przed rozpoczęciem walki. Następnie WWE official Adam Pearce pozwolił Mysterio zająć miejsce Escobara w walce o tytuł.        | [ 154 ]              |
| 179                                                                    | Logan Paul               | 4 listopada 2023(dts)     | Crown Jewel                       | Rijad, Arabia Saudyjska | 1                    | 273                  | 273                  | | [ 155 ]              |
| 180                                                                    | LA Knight                | 3 sierpnia 2024(dts)      | SummerSlam                        | Cleveland, OH           | 1                    | 119                  | 118                  | | [ 156 ]              |
| 181                                                                    | Shinsuke Nakamura        | 30 listopada 2024(dts)    | Survivor Series: WarGames         | Vancouver, BC, Kanada   | 3                    | 97                   | 97                   | | [ 157 ]              |
| 182                                                                    | LA Knight                | 7 marca 2025(dts)         | SmackDown                         | Filadelfia, PA          | 2                    | 43                   | 42                   | | [ 158 ]              |
| 183                                                                    | Jacob Fatu               | 19 kwietnia 2025(dts)     | WrestleMania 41 Noc 1             | Paradise, NV            | 1                    | 70                   | 70                   | | [ 159 ]              |
| 184                                                                    | Solo Sikoa               | 28 czerwca 2025(dts)      | Night of Champions                | Rijad, Arabia Saudyjska | 1                    | 33+                  | 33+                  | | [ 9 ]                |

## Łączna liczba panowań
Stan na 31 lipca 2025
| † | Oznacza obecnego mistrza |

| Miejsce | Mistrz                   | Liczba panowań | Łączna liczba dni | Łączna liczba dni według WWE |
| ------- | ------------------------ | -------------- | ----------------- | ---------------------------- |
| 1       | Lex Luger                | 5              | 950               | 950                          |
| 2       | Ric Flair                | 5 (6)          | 773               | 709                          |
| 3       | Greg Valentine           | 2 (3)          | 512               | 392                          |
| 4       | Blackjack Mulligan       | 3 (4)          | 509               | 500                          |
| 5       | Montel Vontavious Porter | 2              | 419               | 419                          |
| 6       | John Cena                | 5              | 403               | 405                          |
| 7       | Rick Rude                | 1              | 378               | 378                          |
| 8       | Sheamus                  | 3              | 362               | 360                          |
| 9       | Chris Benoit             | 5              | 357               | 357                          |
| 10      | Dean Ambrose             | 1              | 351               | 351                          |
| 11      | Austin Theory            | 2              | 334               | 334                          |
| 12      | Nikita Koloff            | 1              | 328               | 328                          |
| 13      | Bobby Lashley            | 3              | 324               | 323                          |
| 14      | The Miz                  | 2              | 321               | 321                          |
| 15      | Rusev                    | 3              | 312               | 303                          |
| 16      | Sgt. Slaughter           | 2              | 305               | 305                          |
| 17      | Magnum T.A.              | 2              | 302               | 274                          |
| 18      | Wahoo McDaniel           | 5              | 296               | 300                          |
| 19      | Barry Windham            | 1              | 283               | 283                          |
| 20      | Logan Paul               | 1              | 273               | 273                          |
| 21      | Booker T                 | 4              | 271               | 266                          |
| 22      | Ricky Steamboat          | 4              | 265               | 267                          |
| 23      | Dustin Rhodes            | 2              | 257               | 257                          |
| 24      | Shinsuke Nakamura        | 3              | 255               | 262                          |
| 25      | Steve Austin             | 2              | 240               | 240                          |
| 25      | Shelton Benjamin         | 1              | 240               | 243                          |
| 27      | Antonio Cesaro           | 1              | 239               | 239                          |
| 28      | Sting                    | 2              | 234               | 234                          |
| 29      | Jimmy Snuka              | 1              | 231               | 233                          |
| 30      | AJ Styles                | 3              | 225               | 225                          |
| 31      | Roddy Piper              | 3              | 220               | 222                          |
| 32      | Kofi Kingston            | 3              | 209               | 209                          |
| 33      | Dolph Ziggler            | 2              | 191               | 189                          |
| 33      | Damian Priest            | 1              | 191               | 191                          |
| 35      | Bret Hart                | 5              | 186               | 186                          |
| 36      | Jeff Jarrett             | 3              | 184               | 184                          |
| 37      | Harley Race              | 1              | 183               | 183                          |
| 38      | Daniel Bryan             | 1              | 176               | 177                          |
| 39      | Orlando Jordan           | 1              | 173               | 171                          |
| 40      | Scott Steiner            | 2              | 169               | 169                          |
| 41      | Santino Marella          | 1              | 167               | 167                          |
| 42      | LA Knight                | 2              | 162               | 160                          |
| 43      | Eddie Guerrero           | 2              | 161               | 161                          |
| 44      | Konnan                   | 1              | 160               | 160                          |
| 45      | Paul Jones               | 2 (3)          | 156               | 150                          |
| 46      | Andrade                  | 1              | 151               | 150                          |
| 47      | Diamond Dallas Page      | 2              | 147               | 147                          |
| 47      | Big Show                 | 1              | 147               | 147                          |
| 49      | Dusty Rhodes             | 1              | 141               | 141                          |
| 50      | Rey Mysterio             | 3              | 131               | 129                          |
| 51      | Tully Blanchard          | 1              | 130               | 130                          |
| 52      | Dick Slater              | 1              | 129               | 129                          |
| 53      | Kalisto                  | 2              | 120               | 122                          |
| 54      | Lance Storm              | 3              | 118               | 115                          |
| 55      | Roman Reigns             | 1              | 106               | 107                          |
| 56      | Curt Hennig              | 1              | 104               | 104                          |
| 57      | Jim Duggan               | 1              | 100               | 100                          |
| 58      | Apollo Crews             | 1              | 97                | 96                           |
| 59      | Kevin Owens              | 3              | 96                | 96                           |
| 60      | Samoa Joe                | 2              | 95                | 93                           |
| 61      | Johnny Valentine         | 1              | 93                | 93                           |
| 62      | Alberto Del Rio          | 2              | 90                | 89                           |
| 62      | Jeff Hardy               | 1              | 90                | 90                           |
| 64      | Big Van Vader            | 1              | 88                | 88                           |
| 65      | Chris Jericho            | 2              | 85                | 85                           |
| 65      | Dean Malenko             | 1              | 85                | 85                           |
| 67      | Matt Hardy               | 1              | 84                | 84                           |
| 68      | Goldberg                 | 2              | 78                | 90                           |
| 69      | Seth Rollins             | 2              | 75                | 75                           |
| 70      | Baron Corbin             | 1              | 70                | 70                           |
| 70      | Jacob Fatu               | 1              | 70                | 70                           |
| 72      | Scott Hall               | 2              | 66                | 66                           |
| 73      | Gen. Rection             | 2              | 61                | 64                           |
| 74      | R-Truth                  | 2              | 56                | 55                           |
| 75      | Bobby Roode              | 1              | 54                | 54                           |
| 76      | John „Bradshaw” Layfield | 1              | 51                | 54                           |
| 77      | Stan Hansen              | 1              | 50                | 50                           |
| 78      | Jack Swagger             | 1              | 49                | 50                           |
| 78      | Finlay                   | 1              | 49                | 48                           |
| 78      | Finn Bálor               | 1              | 49                | 48                           |
| 78      | Riddle                   | 1              | 49                | 49                           |
| 82      | Chris Kanyon             | 1              | 48                | 46                           |
| 83      | Kensuke Sasaki           | 1              | 44                | 44                           |
| 84      | Carlito                  | 1              | 42                | 42                           |
| 84      | Mr. Kennedy              | 1              | 42                | 42                           |
| 84      | Sid Vicious              | 1              | 42                | 42                           |
| 87      | Rick Steiner             | 1              | 41                | 41                           |
| 88      | David Flair              | 1              | 35                | 35                           |
| 89      | Solo Sikoa †             | 1              | 33+               | 33+                          |
| 90      | One Man Gang             | 1              | 33                | 33                           |
| 91      | Rhyno                    | 1              | 29                | 29                           |
| 91      | Zack Ryder               | 1              | 29                | 29                           |
| 93      | Randy Orton              | 1              | 28                | 28                           |
| 94      | Steve McMichael          | 1              | 25                | 25                           |
| 95      | Bobo Brazil              | 1              | 22                | 22                           |
| 95      | Shane Douglas            | 1              | 22                | 22                           |
| 97      | Kurt Angle               | 1              | 21                | 21                           |
| 97      | Mr. Wrestling            | 1              | 21                | 22                           |
| 97      | Ricochet                 | 1              | 21                | 21                           |
| 100     | Terry Funk               | 2              | 19                | 20                           |
| 101     | Michael Hayes            | 1              | 15                | 15                           |
| 102     | Tajiri                   | 1              | 13                | 13                           |
| 103     | Jinder Mahal             | 1              | 8                 | 8                            |
| 104     | Edge                     | 1              | 6                 | 6                            |
| 105     | Raven                    | 1              | 1                 | 1                            |